# Księżniczka na opak wywrócona
Księżniczka na opak wywrócona (hiszp. La señora y la criada) – komedia Pedra Calderóna de la Barki.

## Data powstania utworu
Utwór pochodzi z 1636 roku i stanoiw przeróbkę wcześniejszej komedii Calderóna, również rozgrywającego się we Włoszech, a zatytułowanego Przypadek i pomyłka (El caso y el error).

## Osoby
| Osoba        | Jej rola w dramacie     |
| ------------ | ----------------------- |
| Diana        | księżniczka mantuańska  |
| Roberto      | syn księcia Parmy       |
| Flora        | bratanica księcia Parmy |
| Fisberto     | książę mediolański      |
| Książę Parmy |                         |
| Lisardo      | służący Roberta         |
| Fabio        | ogrodnik                |
| Laura        | służąca Diany           |
| Silvia       | służąca Flory           |
| Majordomus   |                         |
| Gileta       |                         |
| Perote       |                         |

## Czas i miejsce akcji
Parma, Mantua i inne miejscowości włoskie.

## Treść

### Dzień I
Syn księcia Parmy, Roberto wysyła swego sługę Lisandra do Mantui, aby umożliwił mu dostanie się do jego ukochanej, Diany, córki księcia Mantui, w której zakochał się z wzajemnością, będąc jeńcem jej ojca. Zakochana w Robercie Flora, siostrzenica księcia Parmy, domyśla się jego sekretu. Ojciec Roberta powiadamia go, że Fisberto, młody książę Mediolanu żeni się z Dianą. Jednocześnie informuje syna, że napisał do papieża o dyspensę na jego ślub z Florą. Roberto jest zrozpaczony.
Gileta i Perote, nie widząc się wzajemnie, zalecają ślub jako najlepsze lekarstwo na miłość, potem kłócą się między sobą. Perote wyrzuca swemu teściowi, Fabiowi, że go oszukał. Pojawia się Lisardo, który uwodzi Giletę, chcąc mieć sojuszniczkę na obcym dworze. Perote nie rozumie fragmentu podsłuchanej rozmowy, zostaje jednak przez Giletę sprytnie oszukany. Gileta namawia Dianę, by nie wychodziła za mąż, lecz wzięła sobie kochanka. Prosi ją też o obiecaną suknię. Laura ostrzega swoją panią, że za chwilę zjawi się tu Fisberto w przebraniu kupca. Fisberto proponuje Dianie a to klamrę z Amorem, a to kolię ze szmaragdów, to znów broszę z pelikanem. Diana odrzuca jego dary i jego samego. Fisberto jest jednak zadowolonyː Diana jest rzeczywiście nadzwyczajnie piękna, a i tak zostanie jego żoną. Perote natyka się na Lisandra obściskującego jego żonę, ten jednak przekonuje go, że jest ich kuzynem i że widział powitalne uściski. Pojawia się Roberto i prosi Dianę, by z nim uciekła, ona jednak odmawia i żegna go na zawsze.

### Dzień II
Perote bierze Giletę, ubraną w suknię księżniczki za Dianę i skarży się jej na swoją żonę. Dochodzi do kłótni między małżonkami. Diana wyznaje Laurze, że w nocy odwiedził ją Roberto i żałuje, że go odprawiła. Przyzywa Fabia i żąda, by dopomógł jej w ucieczce, w przeciwnym razie wyjawi księciu, że wpuścił do pałacu Roberta. Perote szuka żony i natyka się na Lisarda i Roberta. Lisardo przekonuje go, że to jego kolejny kuzyn. Roberto jest gotów porwać Dianę niezależnie od konsekwencji. Zaczajeni w ciemnościach porywacze czekają aż Diana pozostanie sama. Ostatecznie jednak porywają, ubraną w jej suknię, Giletę. Laura jest wstrząśnięta porwaniem księżniczki, Perote uspokaja ją jednak, że porwano jego żonę.
W okolicy pałacyku na granicy Parmy i Mantui Flora wygląda powrotu Roberta. Jest świadkiem upadku z konia Diany. Nakazuje zanieść nieprzytomną dziewczynę do pałacyku. W ślad za Dianą zjawia się, szukający jej Fabio i podaje się za jej ojca. Lisardo wnosi związaną w worku Giletę. Odkrywszy, kogo z księciem porwali, każe ją, z obawy o własną głowę, ukryć majordomowi. Dopytującemu się Robertowi, nie chce powiedzieć, gdzie jest porwana księżniczka. Majorodm załamuje ręce nad porwaniem. Fabio jest uradowany, oznajmia Robertowi, że Diana będzie żyć, z czego Roberto domyśla się, że w czasie ucieczki doszło do wywrócenia karety uwożącej księżniczkę. Spotyka Dianę, która wyznaje mu miłość i ucieka. Roberto wybacza Lisardowi wywrócenie karety, cieszy się, że Dianie nic się nie stało, podczas gdy jego sługa jest pewien, że Diany nie ma w pałacu.
Zjawia się książę Parmy, aby przeszkodzić międzypaństwowemu skandalowi i każe synowi oddać księżniczkę. Wchodzi Diana. Roberto przyznaje się, że ją porwał, ale Flora, która ratowała ją po jej upadku z konia, twierdzi, że to nie Diana, ale córka Fabia, co ten potwierdza. Majordom przyprowadza faktycznie porwaną księżniczkę – Giletę. Książę zabiera ją na swój dwór, a z nią Dianę, które podaje się za służkę księżniczki. Roberto ma zostać w pałacyku.

### Dzień III
Flora jest zazdrosna o księżniczkę Dianę (Giletę), choć nią gardzi. Zjawia się Roberto, wyjawia jej swą miłość do Diany i prosi ją o umożliwienie spotkania ze służąca Diany, Giletą. Flora doprowadza jednak do spotkania z księżniczką. Roberto z konieczności zaleca się więc do niej, choć księżniczka peany na cześć Diany odsyła do swej służącej. Gdy Flora odchodzi, Roberto próbuje rozmówić się z Dianą, ignorując Giletę. Tymczasem Flora sprowadza księcia, który jest oburzony niesubordynacją syna. Roberto, ratując siebie, oskarża Florę o trucie Diany (Gilety), które doprowadziło ją do szaleństwa. Książę przekonuje się, że księżniczka rzeczywiście straciła rozum, ale za przyczynę nieszczęścia uznaje porwanie jej przez syna i nakazuje go zamknąć w wieży.
W pałacu zjawia się Perote, szukający swej żony. Diana zmusza go groźbą, by udawał jej męża i klęknął przed księżniczką. Gileta postanawia pozostawić go przy sobie jako swego błazna. Sługa przynosi wieść o zbliżaniu się księcia Mediolanu. Książę Parmy obawia się konfliktu z potężnym sąsiadem, jeśli książę spotka w Parmie porwaną księżniczkę. Diana uspokaja księcia, że Fisberto nigdy nie widział prawdziwej księżniczki, gdy bowiem przybył incognito do Mantui, ta, nie chcąc się z nim spotkać, wysłała na spotkanie z nim swą służącą. I książę myśli odtąd, że to ona jest księżniczką. Diana spotyka się z Fisbertem i wyjawia mu, że od dawna kocha Roberta i z tego powodu, na wieść o tym, że ma poślubić innego, uciekła potajemnie z domu. Fisberto postanawia nie walczyć z miłością i oddaje rękę Diany Robertowi. Diana zwraca Giletę Perotowi, a ten żąda od żony, by zwróciła Dianie suknię. Fisberto, by komedia skończyła się szczęśliwie, bierze za żonę Florę.

## Analiza
Akcja pierwszej wersji komedii Przypadku i pomyłki rozgrywa się również we Włoszechː w Modenie i Mantui. A. V. Briones zwrócił uwagę na pokrewieństwo tej komedii z twórczością Tirsa de Molinyː motyw damy uciekającej z domu, by szukać ukochanego, mówiący niezrozumiałym dialektem wieśniacy, caballero, który z portretu poznaje ukochaną i się w niej zakochuje. Calderón wielokrotnie opracowywał ponownie swe utwory. W odróżnieniu od Lopego de Vegi inspiracji do nowych sztuk, lecz dopracowywał i doskonalił formę tych utworów, które oceniał krytycznie. Nowa wersja utworu świadczy o dążeniu do większej zwartości struktury dramatycznej. Motywy obyczajowe i satyryczne wywodzące się z teatru Moliny zostają Księżniczce, dzięki subtelnej stylizacji poetyckiej, przetworzone i nasycone liryzmem.

## Tłumaczenie na język polski
Tłumaczenie na język polski przez Jarosława Marka Rymkiewicza ukazało się drukiem w 1974 roku. Tłumacz kilkakrotnie posłużył się pomysłami i kwestiami z pierwszej wersji utworu, między innymi dla zbudowania monologu Gilety w III akcieː czy to sen jest czy to jawa. W piosence Perota i Gilety, którą wstawił do I aktu rozwinął motyw z hiszpańskiej romancy Mi zagala sus paños enjuga y tuerce pochodzącej ze zbioru Laberinto amoroso (1618). Kwestia wypowiadana przez Roberta w akcie IIIː babo pełna wszelkich jadów powstała z elementów wiersza Daniela Naborowskiego. Drugi monolog Gilety z aktu IIIːmoże śni się może nie śni stanowi swobodną imitację wielkiego monologu księcia Segismunda z II aktu Życia snem.